# تپه جونگیری
تپه جونگیری در شهرستان بروجرد، بخش مرکزی، دهستان شیروان، ۱ کیلومتری شمال غرب روستای بصری واقع شده و این اثر در تاریخ ۲۸ اسفند ۱۳۸۵ با شمارهٔ ثبت ۱۸۳۶۶ به‌عنوان یکی از آثار ملی ایران به ثبت رسیده است.